# Behind the Iron Curtain (album)
Behind the Iron Curtain je koncertní album od Nico. Jeho nahrávání probíhalo v nizozemském Rotterdam 9. října 1985. Na původním vydání je uvedeno, že album bylo nahráno v období od 29. září - 31. října 1985 v Praze, Varšavě a Budapešti.

## Seznam skladeb
| Strana 1 (LP) | Strana 1 (LP)                 | Strana 1 (LP)                          | Strana 1 (LP) |
| Pořadí        | Název                         | Autor                                  | Délka         |
| ------------- | ----------------------------- | -------------------------------------- | ------------- |
| 1.            | All Saints' Night             |                                        | 9:14          |
| 2.            | Procession                    |                                        | 3:48          |
| 3.            | Secret Side                   | Nico                                   | 3:33          |
| 4.            | Das Lied vom einsamen Mädchen | Robert Gilbert, Werner Richard Heymann | 6:08          |

| Strana 2 (LP) | Strana 2 (LP)          | Strana 2 (LP) | Strana 2 (LP) |
| Pořadí        | Název                  | Autor         | Délka         |
| ------------- | ---------------------- | ------------- | ------------- |
| 1.            | Win a Few              | Nico          | 8:55          |
| 2.            | König                  | Nico          | 4:27          |
| 3.            | Purple Lips            | Nico          | 4:32          |
| 4.            | All Tomorrow's Parties | Lou Reed      | 3:03          |

| Strana 3 (LP) | Strana 3 (LP)       | Strana 3 (LP)                | Strana 3 (LP) |
| Pořadí        | Název               | Autor                        | Délka         |
| ------------- | ------------------- | ---------------------------- | ------------- |
| 1.            | Fearfully in Danger | Nico                         | 6:49          |
| 2.            | The End             | The Doors                    | 10:10         |
| 3.            | My Funny Valentine  | Richard Rodgers, Lorenz Hart | 4:15          |
| 4.            | Sixty/Forty         | Nico                         | 2:26          |

| Strana 4 (LP) | Strana 4 (LP)     | Strana 4 (LP) | Strana 4 (LP) |
| Pořadí        | Název             | Autor         | Délka         |
| ------------- | ----------------- | ------------- | ------------- |
| 1.            | Tananore          | Nico          | 4:06          |
| 2.            | Janitor of Lunacy | Nico          | 4:19          |
| 3.            | My Heart Is Empty | Nico          | 5:15          |
| 4.            | Femme Fatale      | Reed          | 3:48          |

## Obsazení
- Nico – zpěv, harmonium
- James Young – klavír, klávesy
- Eric Random – tabla, perkuse, syntezátory
- Eric Graham Dowdall – elektronické perkuse
- Toby Toman – bicí